# Polygonum subsericeum
Polygonum subsericeum là một loài thực vật có hoa trong họ Rau răm. Loài này được Popov miêu tả khoa học đầu tiên.